# Toyota Yaris WRC

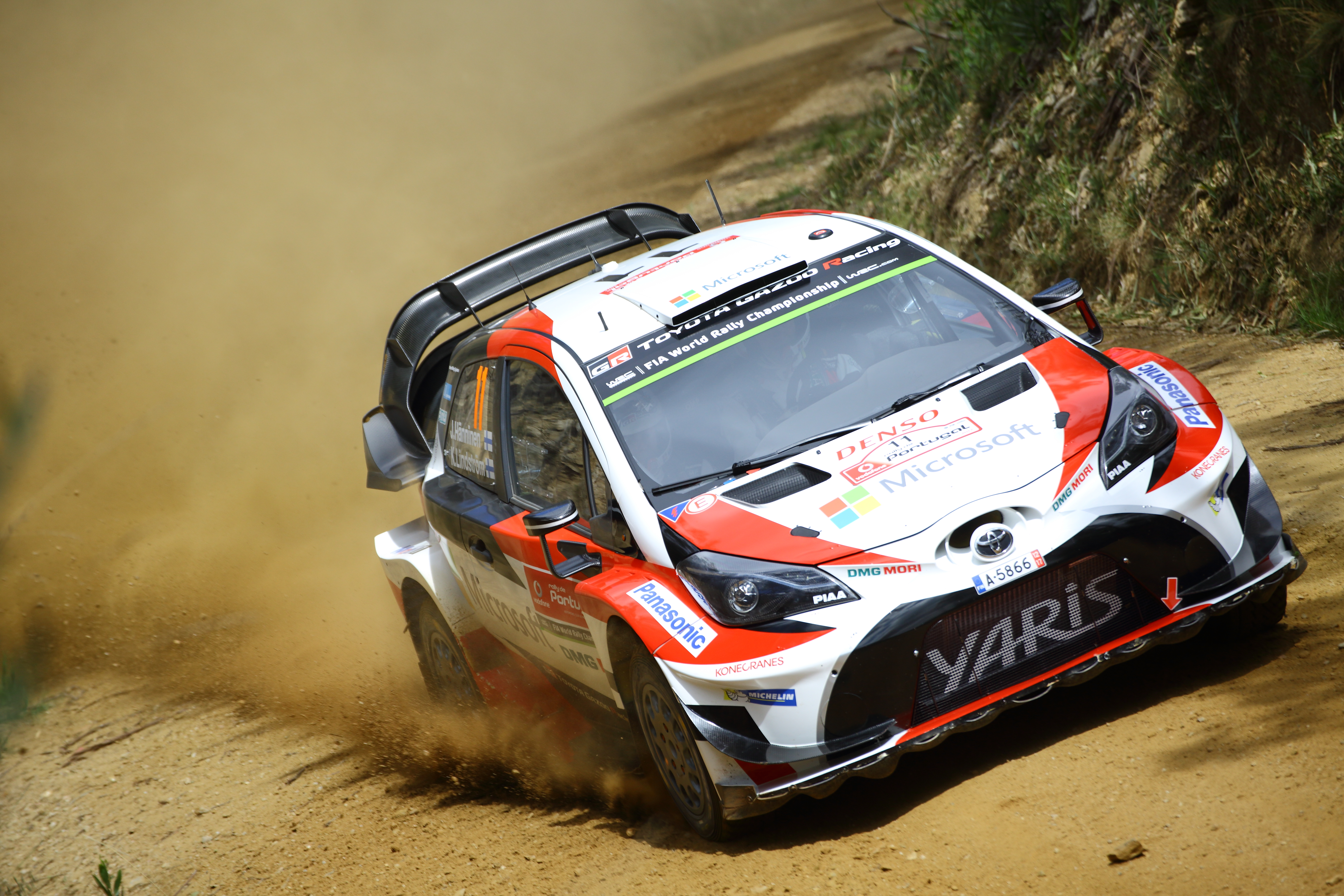
Toyota Yaris WRC podczas Rajdu Portugalii w 2017 roku

Toyota Yaris WRC – samochód WRC konstrukcji Toyota Gazoo Racing, startujący w Rajdowych Samochodowych Mistrzostwach Świata (ang. World Rally Championship) od 2017 do 2021 roku w barwach zespołu Toyota GAZOO Racing WRT. Samochód oparty jest na modelu Toyota Yaris trzeciej generacji. Testy konstrukcji rozpoczęły się w marcu 2014 roku. Kierowcami testowymi byli Stephane Sarrazin i Sebastian Lindholm. Prace rozwojowe były nadzorowane przez Tommi Mäkinena, czterokrotnego mistrza świata kierowców WRC. 
Toyota ogłosiła powrót do WRC i zaprezentowała Yarisa WRC w styczniu 2015 roku, po raz pierwszy od 1999 roku, kiedy to zespół Toyota Castrol Team zdobył mistrzostwo Toyotą Corollą WRC. Samochód po raz pierwszy pojawił się publicznie w maju 2016 r. podczas testów w Palokka-Puuppola, w których jechali Mäkinen i Juho Hänninen. 
Samochód wystartował w zespole Toyota Gazoo Racing WRT we wszystkich rundach WRC sezonu 2017, 2018, 2019 2020 i 2021.  
W 2018 roku zespół Toyota Gazoo Racing WRT zdobył Yarisem WRC mistrzostwo producentów. 
W 2019 roku Ott Tänak i Martin Järveoja zdobyli mistrzostwo kierowców i pilotów. 
W 2020 roku Sébastien Ogier i Julien Ingrassia zdobyli mistrzostwo kierowców i pilotów. 
W 2021 roku zespół Toyota Gazoo Racing WRT zdobył mistrzostwo świata producentów, a Sébastien Ogier i Julien Ingrassia zdobyli mistrzostwo kierowców i pilotów. 
W 2022 roku Toyota Gazoo Racing wystawiła nowy samochód z napędem hybrydowym kategorii Rally1. Samochód opiera się na GR Yarisie. Jest to hot-hatch oparty na Yarisie 4. generacji.   

## Dane techniczne[11][12]
Silnik:
- 1,6 l
- 4-cylindrowy, turbodoładowany z bezpośrednim wtryskiem paliwa
- Moc maksymalna: 380 KM (279 kW)
- Maksymalny moment obrotowy: 425 N•m

Przeniesienie napędu:
- na 4 koła, 2 mechaniczne mechanizmy różnicowe, aktywny centralny mechanizm różnicowy z możliwością zmiany stosunku przekazywanej mocy na osie
- Skrzynia biegów: 6-biegowa, hydrauliczna
- sprzęgło dwutarczowe, spiekowe

Pozostałe:
- Masa własna: 1190 kg

## Sezon 2017
W sezonie 2017 za kierownicą Toyoty Yaris WRC zasiadli Jari-Matti Latvala (pilot: Miikka Anttila), Juho Hanninen (pilot: Kaj Lindstrom), a od Rajdu Portugalii w trzecim aucie ścigał się Esapekka Lappi (Janne Ferm), pełniący wcześniej rolę kierowcy testowego. Od początku sezonu rajdówka Toyoty stawała na podium. W swoim pierwszym starcie - Rajdzie Monte Carlo, Latvala doprowadził ją do drugiego miejsca. Podczas kolejnej rundy - Rajdu Szwecji Latvala okazał się najszybszym kierowcą. W Rajdzie Finlandii po raz pierwszy  dwa Yarisy WRC znalazły się na podium rundy mistrzostw świata. Zwyciężyli Lappi z Fermem, a trzecią lokatę zajęli Hanninen z Lindstromem.
W pierwszym sezonie startów zespół Toyota Gazoo Racing WRT wywalczył w sumie 251 punktów i zajął trzecie miejsce w klasyfikacji producentów. Dwa zwycięstwa, dwa drugie miejsca i jedno trzecie – to bilans lokat na podium Yarisa WRC w pierwszym sezonie startów.

### Rajdy

#### Rajd Monte Carlo
Jari-Matti Latvala i Miika Anttilla zajęli 2. miejsce ze stratą 2 minut 15 sekund do lidera. Juho Hänninen i Kaj Lindström zajęli 16. miejsce, tracąc 32 minuty 16,8 s. Po pierwszym rajdzie sezonu Toyota Gazoo Racing zajęła 2. miejsce w tabeli.

#### Rajd Szwecji
Jari-Matti Latvala zajął 1. miejsce po wygraniu 6 odcinków specjalnych. Łączny czas wyniósł 2 h 36 min 3,6 s. Było to jego 17. zwycięstwo w karierze, 4. w Rajdzie Szwecji.
Podczas piątkowego etapu Juho Hänninen miał wypadek, ale wrócił na trasę. Kierowca dojechał na metę jako 23. ze stratą 23 min 5,6 s. Po drugiej rundzie WRC2017 Latvala zajął 1. miejsce w tabeli, a Toyota Gazoo Racing 2. miejsce.

#### Rajd Meksyku
Latvala zajął 6. miejsce z czasem o 4 min 40.3 s słabszym od lidera, a Hänninen dojechał jako 7. z czasem o 5 min 06.2 s gorszym od lidera.

#### Rajd Francji(Korsyki)
Latvala zajął 4. miejsce z czasem 3:24:03.0, o 1 min 09.6 s słabszym od lidera.

#### Rajd Argentyny
Latvala zajął 5. miejsce z czasem 3:39:58.7, tracąc 1 min 48.1 s do lidera. Hänninen dojechał jako 7, tracąc 11 min 16.9 s do lidera (3:49:27.5).

#### Rajd Portugalii
W rajdzie wystartowały 3 Yarisy WRC. Hänninen (#11) zajął 7. miejsce, z czasem 3:46:44.6, tracąc 3 min 48.9 s. Latvala zajął 9. miejsce, tracąc 5 min 43.6 s. Debiutujący w WRC Lappi dojechał do mety jako 10., tracąc 8 min 13.3 s.

#### Rajd Włoch
W Rajdzie Włoch ponownie wystawiono trzy auta. Jari-Matti Latvala ukończył rywalizację na drugim miejscu, czwarty był Esapekka Lappi, a szóstą pozycję na mecie zajął Juho Hänninen. 

#### Rajd Polski
W Rajdzie Polski w Mikołajkach Toyota wystawiła 3 Yarisy WRC. Jari-Matti Latvala wygrał 4 odcinki specjalne, w tym Power Stage w Paprotkach o długości 18,68 km, gdzie zdobył 5 punktów. W sobotę, w drugim dniu rajdu przerwał udział w rajdzie z powodu problemów technicznych, ale powrócił w niedzielę, by zawalczyć o punkty w Power Stage. Latvala zajął w rajdzie 20. miejsce z czasem 3:08:47.1, o 28:01.0 słabszym od lidera, Thierry'ego Neuville'a.
Juho Hänninen zakończył Rajd Polski na 10. pozycji z czasem 2:45:39.8, ze stratą 4:53.7 do lidera. Esapekka Lappi nie ukończył rajdu.

#### Rajd Finlandii
W Rajdzie Finlandii wystartowały trzy Toyoty Yaris WRC. Triumfatorem i jednocześnie największą sensacją rajdu okazał się 26-letni debiutant Esapekka Lappi, który z czasem 2h 29m 26,9s wywalczył swym Yarisem WRC pierwsze miejsce. Juho Hänninen był trzeci, ze stratą zaledwie 0,3 sekundy w stosunku do drugiego miejsca na podium. Jari-Matti Latvala, który wygrał z rzędu aż pięć odcinków, musiał się jednak w pewnym momencie wycofać i ostatecznie został sklasyfikowany na 21. miejscu.

#### Rajd Niemiec
W Rajdzie Niemiec najwyższą pozycję spośród kierowców TOYOTA GAZOO Racing zajął Juho Hänninen, ze stratą 1m 49.2s do zwycięzcy. Fin osiągnął najlepszy czas na najdłuższym odcinku specjalnym tegorocznego rajdu - Panzerplatte 1. Na siódmej pozycji uplasował się ostatecznie Jari-Matti Latvala, którego spowolniły problemy z zapłonem i przebita opona. Na 21. miejscu zmagania ukończył Esapekka Lappi.

#### Rajd Hiszpanii
Tylko jeden z kierowców Yarisów WRC - Juho Hänninen - ukończył Rajd Hiszpanii, dojeżdżając do mety na czwartej pozycji. Jari-Matti Latvala, chociaż uzyskał najlepszy czas na 4. odcinku specjalnym, na następnym OS-ie uderzył w przeszkodę i uszkodził układ olejowy, co nie pozwoliło mu ukończyć zmagań. Podobny pech spotkał Esapekka Lappiego, który zderzył się ze stojącą przy trasie barierą.

#### Rajd Wielkiej Brytanii
W rajdzie Wielkiej Brytanii Yarisa WRC najszybciej poprowadził Jari-Matti Latvala, zajmując 5. miejsce. Na 9. pozycji uplasował się Esapekka Lappi. Zmagań nie ukończył Juho Hänninen, którego Yaris na jednym z odcinków uderzył w belę słomy, co uszkodziło zawieszenie oraz nadwozie jego auta i zmusiło go do wycofania się z rajdu. Dla Fina był to ostatni występ w sezonie, zawodnik żegna się z zespołem. W przyszłym roku jego miejsce zajmie Ott Tänak.

#### Rajd Australii
W Rajdzie Australii zespół Toyoty reprezentowały dwa Yarisy WRC. Esapekka Lappi zmagał się z problemami z wspomaganiem kierownicy i ukończył rajd na 6. pozycji. Jeszcze mniej szczęścia miał Jari-Matti Latvala. Na ostatnim odcinku specjalnym jego auto zahaczyło kołem o znajdujący się przy drodze pień drzewa. Uszkodzenia zmusiły Fina do wycofania się z rywalizacji tuż przed jej zakończeniem. 

## Sezon 2018
W 2018 roku w Yarisach WRC ponownie startowali Jari-Matti Latvala (pilot: Miikka Anttila) i Esapekka Lappi (pilot: Janne Ferm), a do zespołu dołączył estoński duet Ott Tänak - Martin Järveoja. Hanninen został kierowcą testowym zespołu. Tänak wygrał cztery rajdy (Rajd Argentyny, Rajd Finlandii, Rajd Niemiec, Rajd Turcji), sześciokrotnie stawał na podium i do ostatniej rundy sezonu walczył o tytuł w klasyfikacji kierowców. Ostatecznie rok zakończył na trzecim miejscu. Jari-Matti Latvala, który wygrał kończący sezon Rajd Australii, był na koniec sezonu czwarty, a Esapekka Lappi był piąty.
Trzech kierowców zdobyło dla zespołu TOYOTA GAZOO Racing WRT 368 punktów i tym samym zapewniło Toyocie mistrzowski tytuł w kategorii producentów. Był to pierwszy tytuł japońskiej marki w rajdowych mistrzostwach świata od 1999 roku.

## Sezon 2019
Przed sezonem 2019 doszło w składzie TOYOTA GAZOO Racing WRT do zmiany – fiński duet Esapekka Lappi – Janne Ferm zastąpili Brytyjczycy Kris Meeke i Sebastian Marshall. Sezon 2019 był wyjątkowy dla Latvali – Rajd Szwecji był jego 197. startem w WRC, dzięki czemu został kierowcą z największą liczbą startów w mistrzostwach świata. Rekord wyśrubował w sumie do 209 startów.
Szczególne znaczenie dla zespołu miał Rajd Niemiec, w którym jego kierowcy zajęli wszystkie miejsca na podium. Triumfował Ott Tänak, drugie miejsce zajął Kriss Meeke, a na trzeciej lokacie dojechał Jari-Matti Latvala. Japońska marka na taki wynik czekała 23 lata.
Przez cały sezon dobre wyniki utrzymywał Ott Tänak, bez względu na rodzaj nawierzchni. Wygrał zimowy Rajd Szwecji, potem triumfował na szutrowych drogach w Rajdzie Chile, Rajdzie Portugalii, Rajdzie Finlandii i Rajdzie Wielkiej Brytanii, wygrał także asfaltowy Rajd Niemiec. Nie było rajdu, w którym nie zdobyłby punktów – w sumie uzbierał ich aż 263 i zdobył tytuł mistrza świata WRC 2019.
Meeke tylko raz stanął na podium (drugie miejsce w Rajdzie Niemiec), a w klasyfikacji kierowców rok zakończył na szóstej lokacie. Siódme miejsce zajął Latvala. Zespół TOYOTA GAZOO Racing WRT sezon ukończył na drugim miejscu w klasyfikacji producentów, z 18-punktową stratą do Hyundaia.

## Sezon 2020
Przed sezonem 2020 skład kierowców i pilotów Toyota Gazoo Racing WRT całkowicie się zmienił. Zatrudnione zostały trzy nowe duety. Liderami ekipy zostali wielokrotni mistrzowie świata Sébastien Ogier razem z pilotem Julienem Ingrassią. Elfyn Evans i Scott Martin byli załogą drugiego Yarisa WRC, a trzecie auto poprowadził młody kierowca Kalle Rovanperä, którego pilotem jest Jonne Halttunen. Nowi kierowcy zadebiutowali w Rajdzie Monte Carlo.
Skrócony z powodu pandemii sezon liczył siedem rund, spośród których załogi w Yarisach WRC wygrały połowę. Do ostatniego rajdu sezonu o mistrzostwo świata kierowców walczyli Ogier z Evansem. Brytyjczyk wygrał dwa rajdy, raz był trzeci i przed ostatnią rundą sezonu miał 14-punktową zaliczkę, ale podczas decydującego o tytule Rajdu Monzy popełnił błąd, który wykluczył go z walki o punkty. Ogier wygrał ostatnią rundę sezonu i po raz siódmy w karierze został mistrzem świata. Yaris WRC był trzecim autem, za kierownicą którego tego dokonał.
W klasyfikacji producentów Toyota zajęła drugie miejsce z zaledwie pięcioma punktami straty do zwycięzców. Kierowcy w Yarisach WRC wygrali cztery z siedmiu rajdów.
Od sezonu 2020 czwartym Yarisem WRC w wybranych rundach WRC startował Takamoto Katsuta z pilotem Danielem Barrittem. Japończyk jest członkiem programu TGR WRC Challenge Program.

## Sezon 2021
W sezonie 2021 skład kierowców pozostał ten sam. Zmiana zaszła na stanowisku szefa TOYOTA GAZOO Racing WRT. Tommiego Mäkinena zastąpił Jari-Matti Latvala, były kierowca zespołu.
Kierowcy w Yarisach WRC zdominowali rywalizację w mistrzostwach świata w sezonie 2021, wygrywając osiem z pierwszych dziesięciu rajdów. Cztery triumfy miał na swoim koncie Sébastien Ogier, a po dwa rajdy wygrali Elfyn Evans i Kalle Rovanperä. Na dwie rundy przed końcem było pewne, że mistrzem świata zostanie kierowca TOYOTA GAZOO Racing WRT - Ogier lub Evans.
Kierowcy w Yarisach WRC zdominowali rywalizację w mistrzostwach świata w sezonie 2021, wygrywając dziewięć z 12 rajdów. Zespół Toyota Gazoo Racing WRT zdobył mistrzostwo świata w kategorii producentów, a Sébastien Ogier i Julien Ingrassia zdobyli mistrzostwo kierowców i pilotów. Francuski duet wygrał w pięciu rajdach, dwie imprezy wygrali Elfyn Evans i Scott Martin, którzy zostali wicemistrzami świata, dwa razy pierwsze miejsce zajęli Kalle Rovanperä i Jonne Halttunen.
Kalle Rovanperä za kierownicą Yarisa WRC ustanowił nowy rekord - został najmłodszym zwycięzcą rundy rajdowych mistrzostw świata w historii, wygrywając razem ze swoim pilotem Jonne Halttunenem Rajd Estonii. Gdy Rovanperä osiągał największy dotychczasowy sukces w swojej karierze, miał dokładnie 20 lat i 290 dni. Rekord najmłodszego triumfatora rundy WRC odebrał swojemu szefowi – Jari-Matti Latvala prowadził w zestawieniu wszech czasów od 2008 roku, gdy jako 22-latek wygrał Rajd Szwecji.
Czwartym Yarisem WRC w sezonie 2021 startował Takamoto Katsuta, członek programu TGR WRC Challenge Program.

## Zwycięstwa w WRC
| Sezon | Nr. | Rajd                        | Nawierzchnia | Kierowca           | Pilot            |
| ----- | --- | --------------------------- | ------------ | ------------------ | ---------------- |
| 2017  | 1   | 65. Rajd Szwecji            | śnieg        | Jari-Matti Latvala | Miikka Anttila   |
| 2017  | 2   | 67. Rajd Finlandii          | szuter       | Esapekka Lappi     | Janne Ferm       |
| 2018  | 3   | 38. Rajd Argentyny          | szuter       | Ott Tänak          | Martin Järveoja  |
| 2018  | 4   | 68. Rajd Finlandii          | szuter       | Ott Tänak          | Martin Järveoja  |
| 2018  | 5   | 36. Rajd Niemiec            | asfalt       | Ott Tänak          | Martin Järveoja  |
| 2018  | 6   | 11. Rajd Turcji             | szuter       | Ott Tänak          | Martin Järveoja  |
| 2018  | 7   | 27. Rajd Australii          | szuter       | Jari-Matti Latvala | Miikka Anttila   |
| 2019  | 8   | 67. Rajd Szwecji            | śnieg        | Ott Tänak          | Martin Järveoja  |
| 2019  | 9   | 1. Rajd Chile               | szuter       | Ott Tänak          | Martin Järveoja  |
| 2019  | 10  | 53. Rajd Portugalii         | szuter       | Ott Tänak          | Martin Järveoja  |
| 2019  | 11  | 69. Rajd Finlandii          | szuter       | Ott Tänak          | Martin Järveoja  |
| 2019  | 12  | 37. Rajd Niemiec            | asfalt       | Ott Tänak          | Martin Järveoja  |
| 2019  | 13  | Rajd Wielkiej Brytanii 2019 | szuter       | Ott Tänak          | Martin Järveoja  |
| 2020  | 14  | Rajd Szwecji 2020           | śnieg        | Elfyn Evans        | Scott Martin     |
| 2020  | 15  | Rajd Meksyku 2020           | szuter       | Sébastien Ogier    | Julien Ingrassia |
| 2020  | 16  | Rajd Turcji                 | szuter       | Elfyn Evans        | Scott Martin     |
| 2020  | 17  | Rajd Monza                  | asfalt       | Sébastien Ogier    | Julien Ingrassia |
| 2021  | 18  | 89. Rajd Monte Carlo        | asfalt       | Sébastien Ogier    | Julien Ingrassia |
| 2021  | 19  | Rajd Chorwacji              | asfalt       | Sébastien Ogier    | Julien Ingrassia |
| 2021  | 20  | Rajd Portugalii             | szuter       | Elfyn Evans        | Scott Martin     |
| 2021  | 21  | Rajd Sardynii               | szuter       | Sébastien Ogier    | Julien Ingrassia |
| 2021  | 22  | Rajd Safari                 | szuter       | Sébastien Ogier    | Julien Ingrassia |
| 2021  | 23  | Rajd Estonii                | szuter       | Kalle Rovanperä    | Jonne Halttunen  |
| 2021  | 24  | Rajd Akropolu               | szuter       | Kalle Rovanperä    | Jonne Halttunen  |
| 2021  | 25  | Rajd Finlandii              | szuter       | Elfyn Evans        | Scott Martin     |
| 2021  | 26  | Rajd Monza                  | asfalt       | Sébastien Ogier    | Julien Ingrassia |